# دستورالعمل نهایی
دستورالعمل نهایی (به انگلیسی: Final Recipe) یک فیلم سینمایی درام محصول مشترک کره جنوبی و تایلندی برای سال ۲۰۱۳ به کارگردانی جینا کیم است که داستان توسط خود کیم اقتباس شده‌است. بازیگران اصلی میشل یئو، هنری لاو و چان هان هستند. این فیلم در جشنواره بین‌المللی فیلم سن‌سباستین نمایش داده شد.

## داستان
مارک دوست دارد که جا پای پدربزرگش بگذارد و یک آشپز نمونه شود؛ ولی بخاطر رفتار پدربزرگ، رستوران در آستانه ورشکستگی است. مارک هم برای نجات رستوران وارد مسابقه آشپزی می‌شود ولی دربارهٔ این موضوع به کسی چیزی نمی‌گوید…

## بازیگران
- میشل یئو نقش جولیا لی
- هنری لاو به عنوان مارک
- چان هان به عنوان دیوید چن
- چانگ تسنگ به عنوان هائو
- لری قهوهای مایل به زرد به عنوان خانم وانگ
- بابی لی به عنوان شرکت کننده در مسابقه
- لیکا میناموتو به عنوان کائوری
- ادن یونگ به عنوان شان
- اسطوره بایرون به عنوان سرآشپز گیو کوان
- پاتریک ته به عنوان آقای لی
- Sahajak Boonthanakit به عنوان کارآگاه جک جین

## تولید
فیلمبرداری اصلی در تایلند از تاریخ ۲۴ مه ۲۰۱۲ آغاز شد، و گزارش شد که فیلم تا ۳۱ ژانویه ۲۰۱۳ در مرحله بعد از تولید قرار دارد.

## انتشار فیلم
دستور العمل نهایی در ۲۱ سپتامبر ۲۰۱۳ در جشنواره بین‌المللی فیلم سن‌سباستین به نمایش درآمد.